# Offiziolo Bodmer

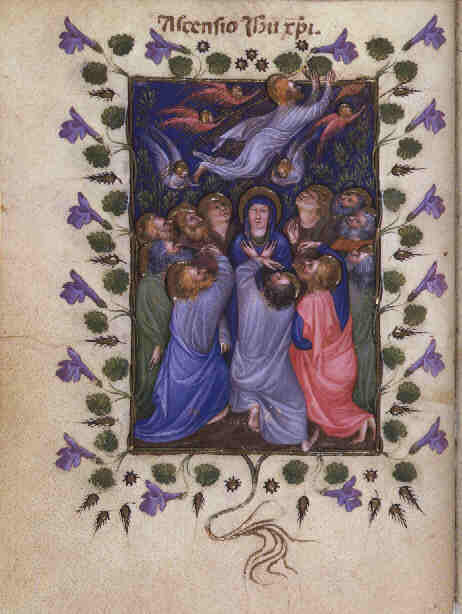
Ascensione, dall'Offiziolo Bodmer (folio 35 verso)

L'Offiziolo Bodmer è un libro d'ore miniato da Michelino da Besozzo nella prima metà del XV secolo. Originariamente era custodito nelle Biblioteca Viscontea Sforzesca e ora è conservato nella Pierpont Morgan Library di New York (numero di inventario Ms. 944).
L'opera è emblematica della scuola di miniatura lombarda del gotico internazionale, all'epoca una delle più apprezzate d'Europa. A partire dalla fusione tra colorismo giottesco e temi lineari cortesi della generazione immediatamente precedente (come Giovannino de' Grassi) Michelino crea un'opera caratterizzata da una linea fluida, colori tenui e un ritmo prezioso nel disegno delle figure, che prescinde dalle problematiche spaziali; il tutto è arricchito da freschissimi dettagli naturalistici, presi dall'osservazione diretta. 
Ogni foglio miniato è circondato da un tralcio che simula una pianta fiorita, dotata delle radici nella parte bassa della pagina. Il colore dei petali fa sempre un delicato contrappunto alle tinte dominanti della scena rappresentata.

## Altre immagini

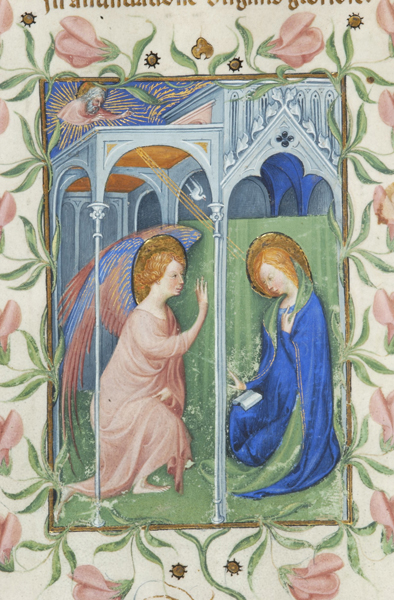
Annunciazione
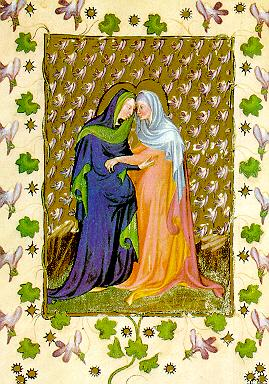
Visitazione